# Kategoria e Parë 1966-1967
La Kategoria e Parë 1966-1967 fu la 29ª edizione della massima serie del campionato albanese di calcio concluso con la vittoria della Dinamo, al suo ottavo titolo.
Capocannoniere del torneo fu Medin Zhega (Vllaznia) con 19 reti.

## Formula
Come nella passata stagione le squadre partecipanti furono 12 e disputarono un turno di andata e ritorno per un totale di 22 partite.
In vista di un aumento del numero di club non furono previste retrocessioni.
La vincente si qualificò alla Coppa dei Campioni 1967-1968.

## Squadre
| Squadra             | Città        | Stadio | Stagione 1965-1966 |
| ------------------- | ------------ | ------ | ------------------ |
| Skënderbeu          | Coriza       |        | 8°                 |
| Labinoti            | Elbasan      |        | 5°                 |
| 17 Nëntori          | Tirana       |        | Campione d'Albania |
| KF Partizani Tirana | Tirana       |        | 2°                 |
| Dinamo Tirana       | Tirana       |        | 3°                 |
| Flamurtari          | Valona       |        | 9°                 |
| Besa Kavajë         | Kavajë       |        | 7°                 |
| Vllaznia            | Scutari      |        | 4°                 |
| Tomori              | Berat        |        | 10°                |
| Traktori            | Lushnjë      |        | 11°                |
| Lokomotiva          | Durazzo      |        | 6°                 |
| Luftëtari           | Argirocastro |        | Kategoria e Dytë   |

## Classifica finale
|                    | Pos. | Squadra     | Pt | G  | V  | N  | P  | GF | GS | DR  |
| ------------------ | ---- | ----------- | -- | -- | -- | -- | -- | -- | -- | --- |
| Albania (bandiera) | 1.   | Dinamo      | 38 | 22 | 17 | 4  | 1  | 59 | 19 | +40 |
|                    | 2.   | 17 Nëntori  | 33 | 22 | 15 | 3  | 4  | 42 | 23 | +19 |
|                    | 3.   | Besa Kavajë | 26 | 22 | 9  | 8  | 5  | 23 | 15 | +8  |
|                    | 4.   | Skënderbeu  | 25 | 22 | 9  | 7  | 6  | 24 | 13 | +11 |
|                    | 5.   | Partizani   | 25 | 22 | 9  | 7  | 6  | 36 | 27 | +9  |
|                    | 6.   | Vllaznia    | 25 | 22 | 10 | 5  | 7  | 33 | 29 | +4  |
|                    | 7.   | Tomori      | 19 | 22 | 7  | 5  | 10 | 20 | 27 | -7  |
|                    | 8.   | Labinoti    | 17 | 22 | 6  | 5  | 11 | 18 | 30 | -12 |
|                    | 9.   | Lokomotiva  | 16 | 22 | 3  | 10 | 9  | 13 | 24 | -11 |
|                    | 10.  | Traktori    | 16 | 22 | 4  | 8  | 10 | 19 | 34 | -15 |
|                    | 11.  | Flamurtari  | 12 | 22 | 2  | 8  | 12 | 19 | 38 | -19 |
|                    | 12.  | Luftëtari   | 10 | 22 | 2  | 6  | 14 | 13 | 46 | -33 |

Legenda:

      Campione d'Albania
Note:

Due punti a vittoria, uno a pareggio, zero a sconfitta.

## Verdetti
- Campione: Dinamo Tirana
- Qualificata alla Coppa dei Campioni: Dinamo Tirana